# Joachim Meyer
Pour les articles homonymes, voir Meyer.
Joachim Meyer (mort en 1571) est décrit comme un Freifechter (litt. « escrimeur libre ») ayant vécu dans la Ville libre d'Empire de Strasbourg au XVIe siècle. Il est l'auteur d'un traité d'escrime, le Gründtliche Beschreibung der Kunst des Fechten (en français Descriptions détaillées de l'art de l'escrime) publié en 1570.